# Vaso del suicidio de Áyax

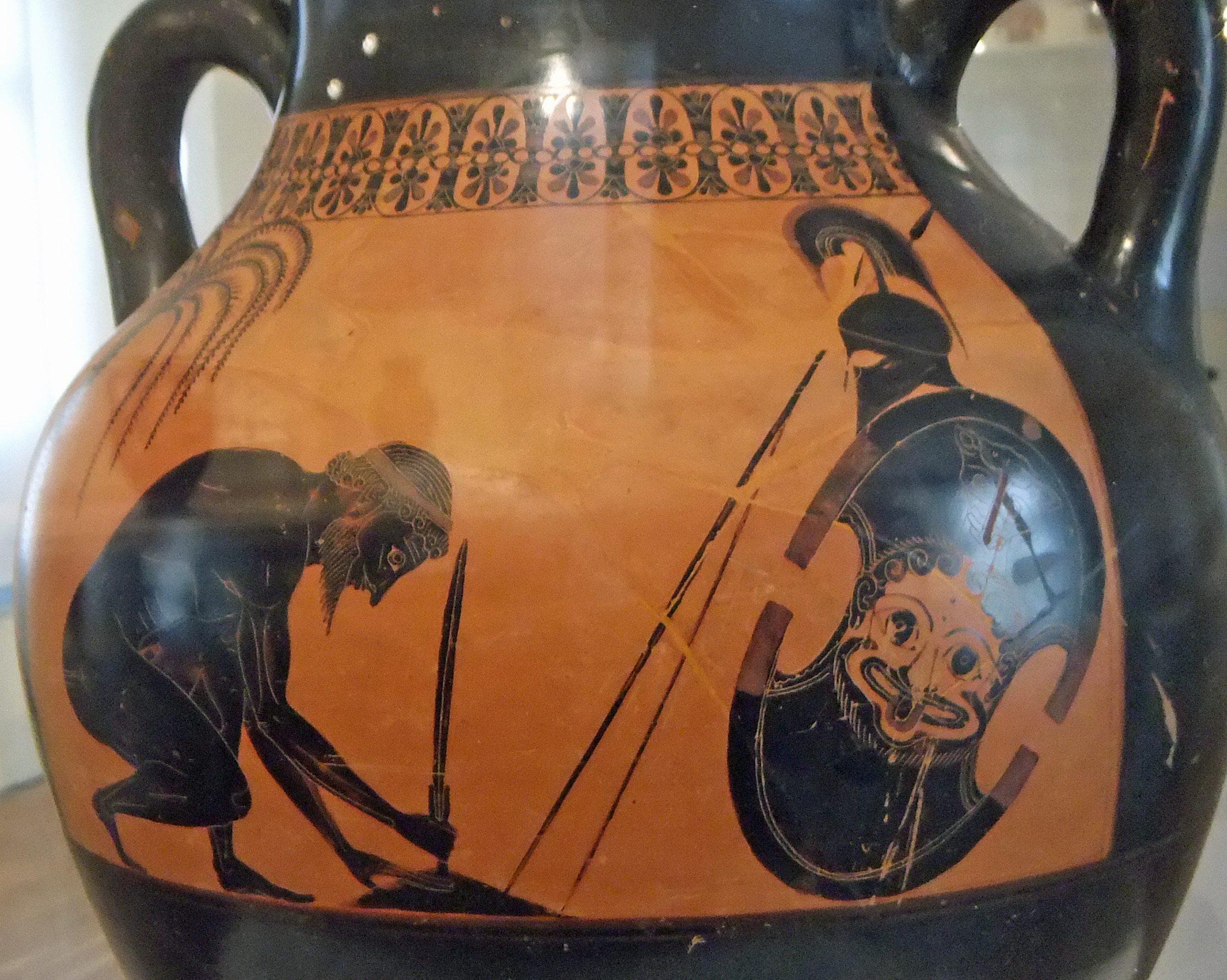
Vaso de Exequias que representa el suicidio de Áyax

Ilustración de la escena en el vaso de Exequias.

Ilustración de la decoración de una crátera corintia.

El Vaso del suicidio de Áyax, que representa el suicidio de Áyax el Grande, tiene forma de ánfora de cuello y está pintado en el estilo de las figuras negras. Actualmente se encuentra en el Château-musée de Boulogne-sur-Mer en Francia.  El pintor fue Exequias, que realizó esta obra en Atenas a finales de la período arcaico, hacia el año 530 a. C. La escena muestra a Áyax preparándose para su suicidio, una escena única en el arte de la Antigua Grecia.  Las figura negras es una técnica de decoración de cerámica en la que el pintor pintaba las figuras con pintura negra y dejaba el fondo de arcilla sin pintar. Áyax aparece en el centro, inclinado sobre su espada que está colocando en el suelo. A un lado hay un árbol y al otro su armadura. Hay una línea de decoración geométrica en la parte superior de la escena y en la parte inferior del ánfora.

## Exequias

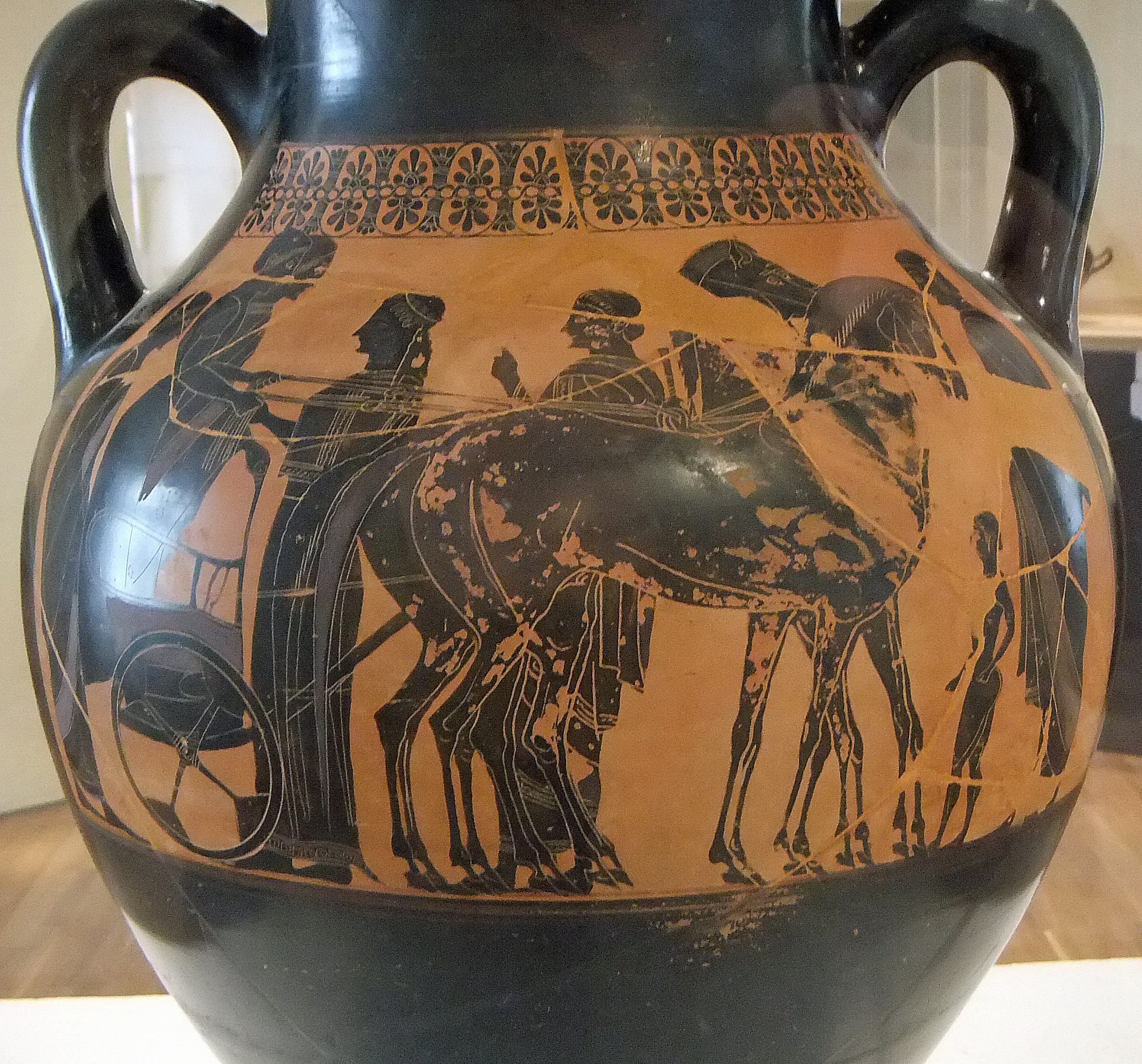
El otro lado del vaso.

Exequias es un conocido artista griego. En sus obras, a menudo, pone imágenes de la Guerra de Troya, y de Áyax en particular. Áyax aparece en su obra más que en la de cualquier otro artista griego. Se supone que Áyax nació en Salamina, que es de donde se cree que era Exequias. Algunos estudiosos deducen que esta conexión es una de las razones por las que elige representar a Áyax tan a menudo. Exequias es conocido por ser capaz de mostrar muy bien la tensión y la emoción en las escenas.

## Mito
Áyax era considerado el segundo mejor héroe de Troya, después de su primo Aquiles. Una vez que Aquiles muere, Áyax y Odiseo debaten sobre quién debe recibir su armadura. Cuando Odiseo recibe la armadura, Áyax se vuelve loco. Mata al ganado griego creyendo que son los griegos. Cuando se da cuenta de lo que ha hecho, se suicida. Áyax cree que, tras el incidente con el ganado, suicidarse es la única manera de mantener su estatus de héroe y evitar avergonzar a su noble padre, Telamón.

## Detalles
La mayoría de las escenas del arte griego son el clímax de una historia, como las batallas y otros temas activos. Sin embargo, Exequias opta por mostrar a Áyax preparándose para su suicidio, algo que no hacen otras escenas conocidas de este acontecimiento. Existen otras representaciones del suicidio de Áyax, como un aríbalo del protocorintio media, un peine de marfil ateniense y vasos corintios del siglo VI a. C. Todos ellos muestran a Áyax cuando ya ha realizado el acto de caer sobre su espada. Exequias muestra a Áyax clavando su espada en el suelo. Está desnudo, lo que muestra su vulnerabilidad en este momento. Una única palmera contribuye al aislamiento de la escena.